# Simja Sneh
Simja Itzjok Rosenblat, conocido como Simja Sneh (Puławy, Polonia, 15 de octubre de 1908- Buenos Aires, 4 de abril de 1999), fue un escritor, periodista y traductor judío polaco, nacionalizado argentino.

## Biografía
Nació en Puławy, una pequeña ciudad ubicada en la región de Lublin, Polonia, en el seno de una familia tradicionalista judía. Su padre era relojero y su madre, bordadora. Tenía dos hermanas mayores y dos hermanos menores. Cuando era pequeño, hizo estudios judaicos con melamdim (maestros particulares) y, principalmente, con su tío, Itzjok Weintraub, que era muy versado en literatura tanto hebrea e ídish como clásica y universal. Estudió en el gimnazjum (colegio secundario) “Príncipe Czartoryski”, una institución que limitaba el número de judíos cursantes. Posteriormente realizó en la institución privada Universidad Libre de Varsovia estudios de historia y filosofía.
Paralelamente a sus estudios universitarios trabajó como representante de una fábrica de papel y como contador en una imprenta en Varsovia, militaba en el Partido Obrero Polaco Socialista (PPS) y desde 1936 comenzó a publicar artículos periodísticos en ídish y en polaco. El primero de ellos, Sobre el Teatro Popular y Obrero, apareció en Robotnik (El Obrero), órgano de prensa del PPS. 
Después que estallara la Segunda Guerra Mundial trató de convencer a su familia de la necesidad de huir del país ocupado por los alemanes pero solo convenció a dos de sus hermanos, con los cuales cruzó la frontera de la Unión Soviética. Trabajó en las minas de carbón Stalino y Novochaikino en la cuenca del Don pues le habían prometido que eso le facilitaría traer a su familia, algo que nunca se concretó. Su hermano Isroel volvió a la zona ocupada por los alemanes nazis donde luego pereció con su familia. Mordje, el otro hermano que había fugado, permaneció en Lvov, una ciudad de Polonia que estaba en la zona ocupada por los soviéticos en la que fue asesinado en el pogrom llevado a cabo por los nacionalistas ucranianos que allí vivían como bienvenida a las tropas alemanas que la ocuparon al romperse el acuerdo con los soviéticos.
Al estallar el 22 de junio de 1941 entre la Alemania nazi y la URSS, Sneh fue incorporado al Ejército Rojo como sargento-enfermero y en tal función además de combatir tenía la función de colaborar en la evacuación de los heridos. Sneh fue enviado al frente sur, lo hirieron en la región de Dniepropietrovsk, se recuperó y volvió a filas hasta que fue desmovilizado en la región de Rostov cuando Stalin ordenó dar de baja a todos los combatientes que, hasta 1939, no hubieran sido ciudadanos soviéticos.
Sneh viajó a Tashkent, la ciudad capital de Uzbekistán y trabajó por un tiempo como contador ayudante en un koljoz, contador-ayudante. Luego viajó a G'uzor, donde fue incorporado al Ejército Polaco comandado por el general Władysław Anders. Bajo las órdenes de Anders, junto con un considerable contingente de civiles polacos dejó la URSS y viajó, primero a una base cercana a Teherán, en Irán, después a la base  Royal Air Force Station Habbaniya, a unos veinte kilómetros al este de Bagdad.Más adelante la formación se trasladó a Eretz Israel; allí Sneh trabajó un tiempo en el kibutz Kfar Guiladí y luego ingresó  como voluntario en la Brigada Judía (en hebreo “Jativá Yehudit Lojemet”–”Jai’l”) del Ejército Británico adoptando el nombre de Simja Sneh.
Sneh viajó a Europa con su brigada y combatió en Italia, Holanda, Bélgica y Francia; por una enfermedad lo internaron y operaron en un hospital en Londres, en tanto, la Brigada volvía a Eretz Israel. En 1946, publicó en Londres su primera novela, Oif fremde vegn (Por caminos extraños), trabajó en el diario ídish Di Presse y colaboraba en el diario ídish londinense Di Zait. Mientras estaba de licencia Sneh conoció ocasionalmente a un marinero holandés que al día siguiente zarpaba hacia Buenos Aires. Aprovechó a escribirle una carta a José Lenger, un amigo de preguerra que residía en esa ciudad y, pese a que no tenía su dirección, ese marinero consiguió hacérsela llegar y no solo le respondió sino que le propuso viajar a esa ciudad.
En 1947 después de pasar por diversos países ya que era difícil conseguir visa, emigró a Argentina, donde trabajó como periodista, escritor y profesor. 

## Obras escritas en Argentina
Entre sus obras se encuentran la novela Por extraños caminos (1947), el libro de poemas Hojas al viento (1948),  la obra dramática El grito en la noche o Dos gueshrei in der Najt  (ed. Undzervort, 1957) y El pan y la sangre (ed. Sudamericana, 1977) que recibió la Faja de Honor de la Sociedad Argentina de Escritores y el premio Fernando Jeno, de México.
Asimismo, publicó en la Biblioteca Popular Judía en castellano (Cuadernos del Congreso Judío Latinoamericano) ensayos como Shmuel Yosef Agnón (1967), una Breve historia del Idish (1976) e Historia de un exterminio (1976). Varios de sus cuentos en hebreo fueron publicados en los periódicos Davar, Maariv, Al HaMishmar y otros medios de prensa de Israel y algunos de sus trabajos fueron traducidos al inglés y al portugués.
Paulatinamente tuvo noticias de su familia; su madre había muerto mientras iba de un pueblo a otro y el esposo y los hijos de una de sus hermanas habían sido asesinados en el ghetto de Varsovia.

## Trabajo periodístico
En Argentina sus colaboraciones se publicaron, entre otros medios, en La Nación, Clarín y en el semanario Mundo Israelita, donde tenía su columna A mi manera de ver y en la que escribió más de un millar de trabajos. Fue director de la revista ídish de la Agencia Judía, Folk un Tzion y colaboró con la revista literaria Ierushalaimer Almanaj. En 1961 fundó en Buenos Aires con Aharon Yurkevich, Alef, la primera revista judía literaria bilingüe -en ídish y español- que recibió colaboraciones de destacados escritores. En 1968, creó y dirigió Raíces–La revista judía para el hombre de nuestro tiempo, que llegó a tener tiradas de hasta 20.000 ejemplares, entre cuyos colaboradores estuvieron, entre otros, Ernesto Sabato, Marco Denevi, José Isaacson, Leopoldo Marechal, Bernardo Kordon, Germán García y Alicia Dujovne Ortíz.
Fundó la revista Comunidad por encargo de la AMIA de la que era funcionario.

## Labor docente y como traductor
Enseñó literatura ídish en la Midrashá (Casa de altos estudios) y en varias escuelas de la red escolar judía. Dio conferencias sobre literatura judía y, en especial, sobre literatura ídish así como sobre la influencia de la Cábala sobre aquellas, en varios idiomas. en diversos países europeos y americanos. 
Hizo traducciones de obras en ruso y en ídish al castellano, como el Samizdat judío, (traducción, recopilación, selección y ensayo introductorio, Comité argentino para el estudio de la minoría judía en la URSS, Buenos Aires, 1977), La rapsodia de Lvov, Esto es un asesinato, de M. Frenkel (cuentos, Bs. As., Milá, 1987), Territorio sordo, de Josef Okrutny (novela, Bs. As., Milá, 1992) y Pájaros nocturnos, poemas de Itzik Manguer (traducción, selección y ensayo introductorio; prólogo de Ernesto Sábato, Bs. As., AMIA, 1975).

## Sobreviviente de dos atentados
El 17 de marzo de 1992 Simjah Sneh había concurrido con su Berta a la Embajada de Israel en Buenos Aires, donde había una recepción, y se retiraron del lugar veinte minutos antes que una explosión derrumbara el edificio y produjera muertes y heridas. El 18 de julio de 1994 Simjah Sneh fue a su oficina en el departamento de Cultura en el primer piso al fondo del edificio de la AMIA en la calle Pasteur en Buenos Aires como lo hacía todos los días y allí estaba cuando poco antes de las 10 de la mañana una fuerte explosión proveniente de un coche-bomba sacudió el edificio; Sneh salió entre escombros probablemente antes del derrumbe final, por la calle Tucumán con solo pequeños cortes en la cara además de la lógica conmoción.
Simja Itzjok Rosenblat falleció en Buenos Aires cuando se encontraba internado en terapia intensiva por un problema pulmonar el 4 de abril de 1999.

## Obras
- Oif fremde vegn (Por caminos extraños) (1946) novela
- Bleter oifn vint (Hojas al viento) (1948) poesía
- Dos gueshrei in der Najt (El grito en la noche) (1957) obra de teatro
- Breve historia del Idish (1976) ensayo
- El pan y la sangre (1977, segunda edición en ed. Sudamericana, 1987) cuentos